# Mantı

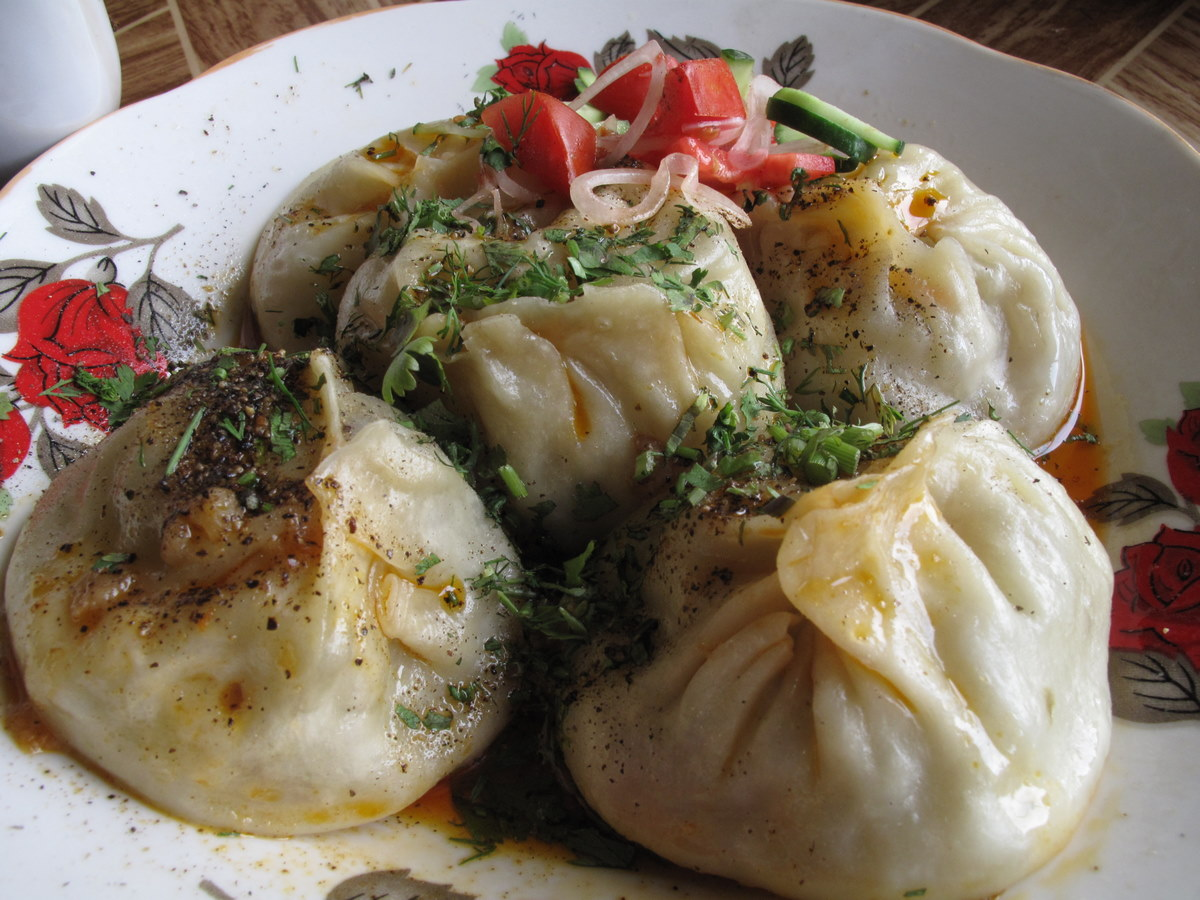
Mantu, een Centraal-Aziatisch recept

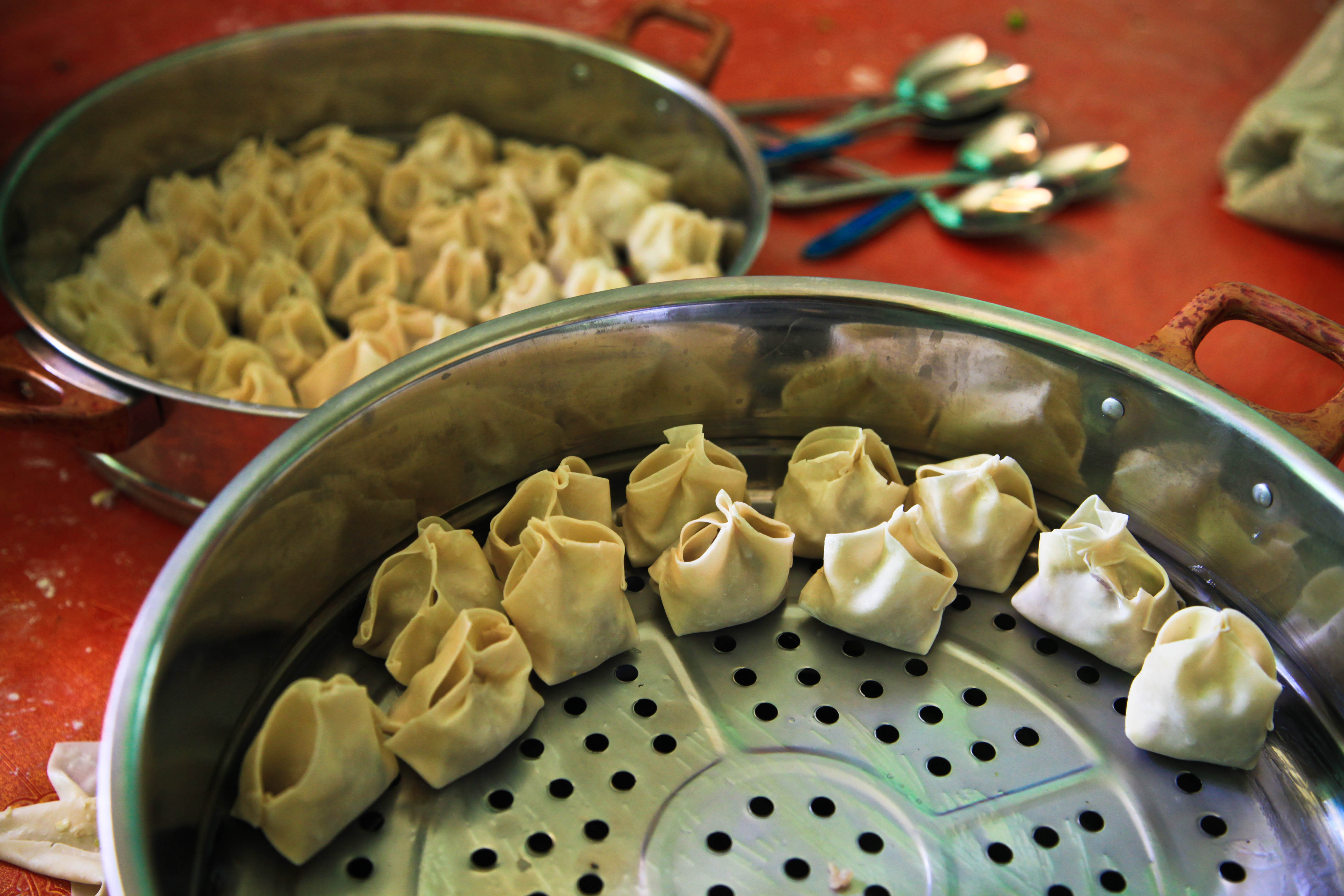
Mantu wordt in een stoompan voorbereid (Afghaanse wijze)

Mantu of manti (Kazachs: мәнті, mänti; Turks: mantı; Oezbeeks: manti, monti; Armeens: մանթի; Russisch: манты; Tataars: манты, mantu; Pasjtoe, Perzisch: منتو) is een traditioneel gerecht uit Centraal-Azië. Het is deeg gevuld met ui en runder- of lamsgehakt, daarnaast worden diverse specerijen toegevoegd. De deegballetjes worden gestoomd en vervolgens geserveerd met een saus van yoghurt en knoflook.
De oorsprong van het gerecht wordt aan de Oeigoeren toegeschreven, waarna het door heel Centraal-Azië werd verspreid.

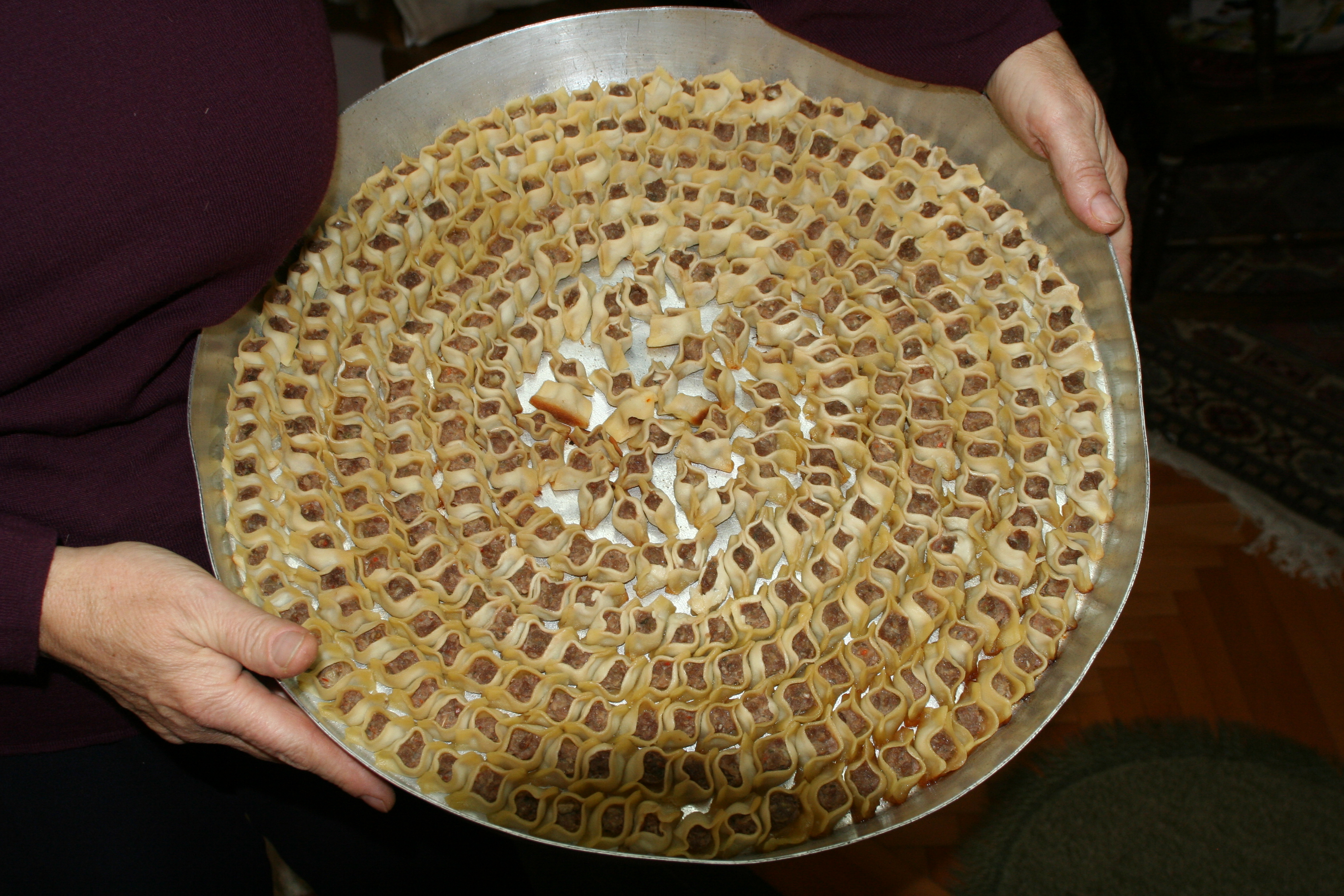
Armeense manti